# Langage du Canard enchaîné

Le langage du Canard enchaîné se caractérise par un vocabulaire populaire et des tournures et allusions ironiques.

## Le langage utilisé
Le journal se voulant hors des modes — sa maquette évolue peu et la manchette avec le canard dessiné par Henri Guilac demeure —, il s'est toujours efforcé d'employer un langage simple et populaire, celui de tous les jours, de tout le monde, avec des mots entendus au comptoir des bistrots.
L'« esprit Canard » se revendique cependant « d'un certain anti-conformisme ». Il faut un temps d'adaptation afin de « saisir le sens de l’information qui y est diffusée » : le Canard enchaîné fait « usage permanent de[s] surnoms, dénégations, prétéritions, antiphrases, litotes et autres calembours et contrepèteries. ».

## L'orthographe
Le Canard enchaîné utilise parfois une orthographe qui lui est propre. Par exemple, « pédégé » pour « PDG », « jité » pour JT, « interviouve » pour « interview », etc.

## Les expressions
Il a créé ou popularisé pour un temps ou pour longtemps les expressions comme :
- « Bla bla bla » : onomatopée créée par Paul Gordeaux[2] et lancée par le Canard sous la plume de Pierre Bénard le 27 février 1946 (« Mon ami Paul Gordeaux, lorsqu'on lui présente un reportage où il y a plus de mauvaise littérature que d'informations, dit en repoussant le papier : - Tout ça c'est du bla bla bla ! ») ;
- « se tapoter le menton » ;
- « à se taper le derrière par terre » ;
- « minute Papillon » (allusion au garçon du Café du Cadran) ;
- le « lampiste » (lorsqu'il prend la défense des petits contre les grands, Pierre Bénard popularisant ce mot dans le journal le 18 octobre 1933) ;
- les « étranges lucarnes » (la télévision sous la plume d'André Ribaud) mot de Paul Gordeaux, qui, après avoir été le critique dramatique de France-Soir, fut le critique des étranges lucarnes ;
- les « ciseaux d'Anastasie », pour évoquer la censure ;
- les « journalistes-carpette » pour désigner des journalistes trop complaisants avec le pouvoir ;
- « de quoi se marrer ».

## Les animaux
Il y eut surtout pendant la période de 1915 à 1930 tout un bestiaire, tout un « zoo » Canard. Il s'agissait de monstres aux noms (alors) bizarres : le moratorium, le covenant, le mazout, le beluga, le dahu.

## Les erreurs
Des erreurs révélées par le Canard ont obligé à rectifier quelques ouvrages dont :
- l'édition du Petit Larousse illustré 1959 avait affublé Léon Blum du patronyme « Karfulkenstein » : ce patronyme était emprunté aux campagnes de presse contre Léon Blum menées par le journal Gringoire dans les années 1930. L'auteur de l'article était d'ailleurs, comme le révélèrent les éditions Larousse, un ancien de Gringoire. D'autres manifestations d'antisémitisme avaient été relevées dans le dictionnaire ; celui-ci fut retiré de la vente et corrigé ;
- les Mémoires du Général de Gaulle, tome 3 : un passage inclut abusivement Le Canard enchaîné parmi les journaux communistes. À la demande de l'hebdomadaire satirique, l'erreur sera corrigée.

## Sobriquets de personnalités
Parmi les surnoms donnés par l'hebdomadaire à diverses personnalités politiques et médiatiques françaises et étrangères, à titre permanent ou épisodique, citons :
- Michèle Alliot-Marie : « MAM » (abréviation courante)
- Martine Aubry : « la Mère Emptoire » (citant un surnom employé au sein du Parti socialiste lors de journées parlementaires) ou la Mère Tape-Dur
- Claude Autant-Lara : « Claude Attend l'Arabe » (à la suite de son engagement politique auprès du Front national en 1989)
- Édouard Balladur :
  - « Sa Courtoise Suffisance »
  - « le grand Ballamouchi »
  - « Doudou » (en 1995)
  - « Ballamou », reprenant le sobriquet initialement attribué par Marie-France Garaud[3]
- Raymond Barre :
  - « Babarre » (en référence à Babar)
  - « Sancho Pansu »[4]
  - « Lou Ravi » (en commentaire d'une photo le montrant endormi au banc des ministres à l'Assemblée nationale)
  - « Raymond la Science » (en référence ironique - Valéry Giscard d'Estaing l'avait appelé "le meilleur économiste de France" - au sobriquet de l'un des membres de la Bande à Bonnot)
- Pierre Bérégovoy :
  - « Béré » (abréviation courante)
- George W. Bush
  - « Dobeuliou » (épellation phonétique de la lettre W en anglais. En Amérique anglophone, Bush est surnommé « W », voire « Dubya » (prononcé deub-ya, ou dab-ya), exagération de la prononciation sudiste du W).
- Jacques Chaban-Delmas :
  - « Charmant-Delmas »
  - « Le marquis de Charmant-Delmas »[4]
- Jean-Pierre Chevènement :
  - « le Che »
  - « le Lion de Belfort »
- Bernadette Chirac : « Bernie »
- Claude Chirac : « Fi-fille »
- Jacques Chirac :
  - « ChâteauChirac » (en 1972)[4]
  - « Le grand Condor » (Chirac a été décoré de l'ordre du Grand Condor des Andes en Bolivie[5])
  - « Jacques Chirouette »
  - « Chichi »
  - « Le Chi »
  - « Jacquou le rockant »
- Rachida Dati : la « garde des seaux (à champagne) »
- Michel Debré : « l'Amer Michel » (surnom homophone de la chanson enfantine C'est la mère Michel, et de l'Amer Picon) ou "Michou-la-colère" en raison de sa lettre d'information (assez confidentielle) intitulée "le Courrier de la colère"[6]
- Philippe Douste-Blazy :
  - « Douste Blabla »
  - « Doux-Blabla »
  - « Blabla »
- Michel d'Ornano :
  - « Le Pauvre comte d'Ornano »
- Christian Estrosi :
  - « Le Motodidacte » (à cause de son passé de champion motocycliste - surnom en fait utilisé par certains Niçois)[7]
  - « Bac moins cinq » (selon son niveau d'étude, appellation revendiquée par l'intéressé)
- Laurent Fabius : « Fafa »
- Jean-Claude Gaudin :
  - « Lou Ravi »
- Charles de Gaulle :
  - « Badingaulle », en référence à « Badinguet », le sobriquet donné à Napoléon III[8].
  - « le Général » (appellation courante)
  - « Mongénéral » (en un seul mot)
  - « Qui Vous Savez » (le journaliste laissant alors entendre qu'il redoute la censure)
- Yvonne de Gaulle : « Tante Yvonne »
- Valéry Giscard d'Estaing :
  - « VGE » (abréviation courante)
  - « Valy »
  - « L'Ex » (après 1981)
  - « Giscarat » (au moment de l'affaire des diamants)[4]
- Maxime Gremetz : « Minime Gremetz » ou « Minime »
- Claude Guéant : « le Mazarin de l'Élysée »
- Robert Hersant : Homme de presse très droitier (dans sa jeunesse il s'était engagé dans la collaboration, et tenté de s'enrôler dans la LVF) , qui en agglomérant des dizaines de journaux en difficulté, avait créé un groupe de presse tentaculaire (la SocPresse)[9] dont le navire-amiral était Le Figaro d'où les surnoms suivants : Le Papivore (au sens dévoreur de papier ) ou Herr Sant (à prononcer avec l'accent allemand ) en référence à son militantisme collaborationniste[10]
- François Hollande :
  - « Monsieur Royal » (à titre de compagnon de Ségolène Royal)
  - « l'éventuelle future Première Dame de France »
  - « Monsieur pièces jaunes »
  - « Flanby » (appellation empruntée à Arnaud Montebourg)
  - « Pépère » (surnom emprunté aux services de sécurité des voyages officiels)
- Michel Jobert : « Rikikissinger »[4]
- Lionel Jospin : « Yoyo » (en fait, invention des Guignols de l'Info parodiant fin 1996 une série enfantine intitulée « Oui-Oui au pays des jouets » en « Yo-yo au pays des idées »)
- Nikita Khrouchtchev :
  - « K »
  - « Monsieur K »
  - « Krou-Krou »
- Bernard Kouchner :
  - « Nanard »
  - « Koukouche » (parce qu'il flagorne Sarkozy)
  - « Nanard la Girouette »
- Marine Le Pen : « Jean-Marine » (par allusion à son père)
- Albert Lebrun : « Alberte aux grands pieds » (il chaussait du 46)
- Emmanuel Macron: « Jupiter » (de l'expression "président jupitérien") et « chanoine de Latran »
- Pierre Mauroy : 
  - « Rougeaud de Lille »
  - « Le Gros quinquin »[4]
- Jacques Médecin : « Monsieur Dix-pour-cent-sur-les-chiottes » à la suite d'une note publiée sur le Canard, où l'ancien maire de Nice [11] sur l'affichage de la publicité sur les toilettes publiques.
- Bruno Mégret : « Naboléon » (en fait, trouvaille de Jean-Marie Le Pen)
- Golda Meir : « la Mère Golda »
- Pierre Mendès France :
  - « PMF » (abréviation courante)
  - « Mendès Lolo » (parce qu'il fit distribuer du lait dans les écoles en 1954)
- Danielle Mitterrand : « Tatie Danielle », à partir de 1989-1990, probablement inspiré à la fois par le sobriquet d'Yvonne de Gaulle (Tante Yvonne), par le surnom de François Mitterrand (Tonton), et par le succès du film d'Étienne Chatiliez
- François Mitterrand :
  - « Tonton » (surnom emprunté aux services de sécurité des voyages officiels)
  - « Dieu » (surnom apparu au cours du premier septennat)
- Catherine Nay : La petite sœur des riches
- Patrick Ollier : « POM » (dans un article de février 2006, rapportant un surnom qui circulerait au sein de l'UMP, et qui fait allusion à sa compagne Michèle Alliot-Marie dite MAM, POM pouvant alors se décomposer en « Patrick Ollier-Marie »)
- Françoise de Panafieu :
  - « Panaf » (abréviation courante)
  - « La pintade à roulettes » (cité notamment dans le Journal de Xavière T. édité par le Canard enchaîné à la suite de l'affaire des HLM de Paris)
- Charles Pasqua :
  - « Charlie » ou « Charly »
  - « Môssieu Charles »
- Pierre Pflimlin : « Petite Prune » (traduction de l'allemand Pflimlin)
- Georges Pompidou :
  - « le Mage de Montboudif » (du nom de sa ville natale)
  - Pompi-Duce[4]
  - « Bougnaparte » (les Auvergnats sont parfois appelés bougnats et l'ambition du personnage le faisait comparer à Bonaparte)
- Christian Poncelet :
  - « Celui qui au cas où... » (il a été président du Sénat, fonction qui assure l'intérim en cas de vacance de la présidence de la République)
  - « Ponpon »
- Michel Poniatowski :
  - « Ponia » (abréviation courante)
  - « Gros cul » (attribuée à Jacques Chirac)
- Jean-Pierre Raffarin : « le Phénix du Haut-Poitou » (on peut soupçonner, dans l'élaboration de ce sobriquet, l'influence lointaine de surnoms comme « le Génie des Carpates » ou « le Danube de la pensée » qui, selon la rumeur, auraient été appréciés par l'ancien dirigeant roumain, Nicolae Ceaușescu, qui aurait aimé les entendre ou les lire dans une presse dévouée à son régime ; ou réminiscence du « Taureau du Vaucluse », surnom de Daladier avant 1940 que la rédaction du Canard devait bien connaître). Surnommé aussi : « Raff ».
- Paul Ramadier : « Ramadan » et « Ramadiète » (surnoms donnés lors de son passage au ministère du Ravitaillement)
- Michel Rocard : « Rocky »
- Nicolas Sarkozy :
  - « Sarko » (abréviation courante)
  - « Sarkoléon », mélange de Sarkozy et de Napoléon
  - « le petit Nicolas » (en référence à la taille de l'intéressé et en souvenir d'un personnage créé par René Goscinny et Sempé)
  - « Nono le Bigorneau »
  - « Sarko Ier » (depuis son élection à la présidence de la République)
  - « Notre super Président », « SuperSarko », « Notre omniprésident »[12], etc.
- Jacques Séguéla : « le fils de pub » (surnom donné aussi à de nombreux publicitaires)
- Philippe Séguin :
  - « la bête des Vosges » (cité dans le Journal de Xavière T. édité par le Canard enchaîné à la suite de l'affaire des HLM de Paris)
  - « l'obèse en ville » (cité dans le Journal de Xavière T. édité par le Canard enchaîné à la suite de l'affaire des HLM de Paris)
- Jean-Jacques Servan-Schreiber :
  - « JJSS » (abréviation courante)
  - « Jean-Jacques » (en absolu)
  - « le Kennedillon » (c'est-à-dire « le petit John Fitzgerald Kennedy », mais ce surnom est peut-être dû à François Mauriac)
- Olivier Stirn : « l'andouille de Vire » – les faits et gestes du personnage étant qualifiés de « stirneries » (Olivier Stirn a été maire de Vire (Calvados) durant plusieurs mandats)
- Dominique Strauss-Kahn : « DSK » (abréviation courante)
- Bernard Tapie: « Nanar »
- Louis Terrenoire : « Tchernoziom » (traduction de Terrenoire en russe)
- Simone Veil : « la Mère Veil », « Momone »
- Dominique de Villepin :
  - « M. le Dauphin » (après son accession au poste de Premier ministre)
  - « Galouzeau » (de son nom complet)
- Philippe de Villiers :
  - « l'Agité du Bocage » (jeu de mots entre le Bocage vendéen et le texte de Céline sur Sartre intitulé À l'agité du bocal)
  - « le vicomte »
  - « le Fou du Puy » (à titre d'instigateur du spectacle du Puy du Fou)
  - « le bon chouan du paysan »
- Marion Maréchal : « Marionnette »
- TF1 : « la grande chaîne qui descend » (en référence à M6, dont le slogan a été « la petite chaîne qui monte »)